# Kovolijec
Kovolijec (též kovolitec) je staré řemeslo, které existovalo už v době bronzové. Kovolitec slévá kovy a odlévá výrobky.
Nejvíce se kovolijci proslavili tzv. litím na ztracenou formu, kdy nejdřív zhotovil model výrobku z vosku. Ten se obalil hlínou a vypálil v peci. Vosk se rozpustil a vytekl, zbyla dutá hliněná forma, do které se poté nalil roztavený bronz. Když žhavý bronz zchladl, musela se hliněná forma rozbít. Proto se tato technika nazývá „lití na ztracenou formu“.